# Alive 2007
Alive 2007은 프랑스의 하우스 듀오 다프트 펑크가 발매한 음반이다. 2007년 6월 14일에 파리에서 있었던 공연 실황을 녹화한 음반이며 Alive 1997에 이어서 두 번째로 발매된 다프트 펑크의 라이브 음반이다. 이 음반은 2009년 그래미 어워즈에서 베스트 댄스/일렉트로닉 앨범 부문에서 상을 받았다.